# Javier Orozco
Javier Antonio Orozco Peñuelas (Los Mochis, Sinaloa, 16 de novembro de 1987) é um futebolista mexicano que joga como atacante no Cruz Azul.

## Carreira
Formado nas divisões de base do Cruz Azul, Orozco estreou no dia 17 de setembro de 2005, na vitória de 2 a 1 do Cruz Azul contra Tigres. Em 2010, no Apertura, marcou seu primeiro gol e terminou o torneio com 6 gols marcados. Fez 4 gols e deu uma assistência na vitória de 5 a 4 do Cruz Azul contra o Real Salt Lake da Major League Soccer.

## Estatísticas
Até 21 de abril de 2012.

### Clubes
| Clube             | Temporada         | Campeonato nacional | Campeonato nacional | Copa nacional[a] | Copa nacional[a] | Competições continentais[b] | Competições continentais[b] | Outros torneios[c] | Outros torneios[c] | Total | Total |
| Clube             | Temporada         | Jogos               | Gols                | Jogos            | Gols             | Jogos                       | Gols                        | Jogos              | Gols               | Jogos | Gols  |
| ----------------- | ----------------- | ------------------- | ------------------- | ---------------- | ---------------- | --------------------------- | --------------------------- | ------------------ | ------------------ | ----- | ----- |
| Cruz Azul         | 2005-06           | 3                   | 0                   | 0                | 0                | 0                           | 0                           | 0                  | 0                  | 3     | 0     |
| Cruz Azul         | 2006-07           | 0                   | 0                   | 0                | 0                | 0                           | 0                           | 0                  | 0                  | 0     | 0     |
| Cruz Azul         | 2007-08           | 0                   | 0                   | 0                | 0                | 0                           | 0                           | 0                  | 0                  | 0     | 0     |
| Cruz Azul         | 2008-09           | 10                  | 2                   | 0                | 0                | 6                           | 7                           | 0                  | 0                  | 16    | 9     |
| Cruz Azul         | 2009-10           | 17                  | 4                   | 6                | 1                | 10                          | 6                           | 0                  | 0                  | 33    | 11    |
| Cruz Azul         | 2010-11           | 26                  | 6                   | 3                | 0                | 8                           | 11                          | 0                  | 0                  | 37    | 17    |
| Cruz Azul         | 2011-12           | 19                  | 6                   | 2                | 1                | 3                           | 4                           | 0                  | 0                  | 24    | 11    |
| Cruz Azul         | Total             | 75                  | 18                  | 11               | 2                | 27                          | 28                          | 0                  | 0                  | 113   | 48    |
| Total na carreira | Total na carreira | 75                  | 18                  | 11               | 2                | 27                          | 28                          | 0                  | 0                  | 113   | 48    |

- a. ^ Jogos da Copa México
- b. ^ Jogos da Liga dos Campeões da CONCACAF e Copa Libertadores
- c. ^ Jogos do Jogo amistoso